# Morti il 23 novembre
| Questa pagina contiene informazioni ricavate automaticamente dalle voci biografiche con l'ausilio del template Bio e di un bot. L'aggiornamento è periodico e automatico e ricostruisce completamente la pagina. Se manca una persona in questa lista, sei pregato di non aggiungerla, ma accertati piuttosto che la sua voce biografica contenga il template Bio e che i dati anagrafici siano correttamente compilati. Se il template Bio manca, inseriscilo tu stesso o, in alternativa, metti l'avviso {{tmp\|Bio}} che ne segnala la mancanza. Se i dati riportati sono sbagliati, correggi direttamente la voce biografica; le modifiche saranno visibili in questa lista entro pochi giorni. Per chiarimenti vedi il progetto biografie. La lista contiene solo le 525 persone che sono citate nell'enciclopedia e per le quali è stato implementato correttamente il template Bio. Pagina aggiornata al 5 ago 2025. |

## VII secolo(2)
- 615 - Colombano di Bobbio, abate, monaco cristiano e missionario irlandese
- 669 - Vulfetruda di Nivelles, badessa franca

## X secolo(2)
- 947 - Bertoldo di Baviera, nobile tedesco
- 955 - Edredo d'Inghilterra, re (n. 923)

## XII secolo(1)
- 1183 - Guglielmo di Gloucester, conte (n. 1112)

## XIII secolo(2)
- 1227 - Leszek I di Polonia, polacco (n. 1186)
- 1227 - Stefano di Ceccano, cardinale italiano

## XIV secolo(5)
- 1349 - Catherine Montacute, contessa di Salisbury, nobildonna inglese
- 1350 - Bernardo d'Albi, cardinale, vescovo cattolico e poeta francese
- 1366 - Gasan Joseki, maestro zen giapponese (n. 1275)
- 1369 - Guglielmo II di Brunswick-Lüneburg, nobile tedesco
- 1400 - Antonio Venier, doge

## XV secolo(8)
- 1404 - Taddea d'Este, nobildonna italiana (n. 1365)
- 1407 - Luigi I di Valois-Orléans, cavaliere medievale francese (n. 1372)
- 1457 - Ladislao il Postumo, sovrano (n. 1440)
- 1464 - Margherita di Savoia, religiosa italiana (n. 1390)
- 1468 - Jean de Dunois, generale francese (n. 1402)
- 1470 - Gastone di Foix-Navarra, nobile (n. 1444)
- 1496 - Bianca Giovanna Sforza, nobildonna italiana (n. 1482)
- 1499 - Perkin Warbeck, nobile inglese (n. 1474)

## XVI secolo(10)
- 1503 - Margherita di York, nobile inglese (n. 1446)
- 1511 - Anna di York, principessa inglese (n. 1475)
- 1534 - Otto Brunfels, teologo e botanico tedesco
- 1534 - Beatriz Galindo, scrittrice, umanista e umanista spagnola (n. 1465)
- 1538 - Stefano Lamberti, scultore e notaio italiano (n. 1482)
- 1549 - Francesco di Brunswick-Lüneburg, nobile tedesco (n. 1508)
- 1553 - Sebastiano Antonio Pighini, cardinale e arcivescovo cattolico italiano (n. 1500)
- 1572 - Agnolo Bronzino, pittore italiano (n. 1503)
- 1585 - Thomas Tallis, compositore inglese (n. 1505)
- 1590 - André Thevet, scrittore e esploratore francese (n. 1516)

## XVII secolo(25)
- 1602 - Agnese di Solms-Laubach, nobile tedesca (n. 1578)
- 1602 - Cristoforo Canal, politico italiano (n. 1562)
- 1604 - Francesco Barozzi, matematico italiano (n. 1537)
- 1604 - Cipriano Valorsa, pittore italiano
- 1612 - Elizabeth Jane Weston, poetessa inglese
- 1613 - Charles Philippe de Croÿ, militare e politico olandese (n. 1549)
- 1616 - Prospero Alpini, medico e botanico italiano (n. 1553)
- 1616 - Richard Hakluyt, geografo, traduttore e scrittore inglese (n. 1530)
- 1620 - Giovanna di Monaco, principessa monegasca (n. 1596)
- 1634 - Wenceslas Cobergher, pittore, incisore e architetto fiammingo
- 1643 - Clemente Gera, vescovo cattolico italiano
- 1651 - Francesco Guarini, pittore italiano (n. 1611)
- 1655 - Elizabeth Wriothesley, nobile inglese (n. 1572)
- 1660 - Adriaen Matham, incisore, pittore e disegnatore olandese
- 1666 - Attilio Pietrasanta, vescovo cattolico italiano
- 1675 - Gherardo Silvani, architetto e scultore italiano (n. 1579)
- 1675 - Francisco de Moura, politico, diplomatico e militare portoghese (n. 1621)
- 1679 - Pietro Luccari, vescovo cattolico italiano
- 1680 - Francesco Boccapaduli, arcivescovo cattolico e diplomatico italiano (n. 1600)
- 1681 - Edvige del Palatinato-Sulzbach, contessa (n. 1650)
- 1681 - Carlo Rossetti, cardinale italiano (n. 1614)
- 1682 - Claude Lorrain, pittore francese (n. 1600)
- 1684 - William Cavendish, III conte di Devonshire, nobile e politico inglese (n. 1617)
- 1688 - Camillo Saccenti, italiano (n. 1614)
- 1694 - Jean Talon, funzionario francese (n. 1626)

## XVIII secolo(14)
- 1709 - William Bentinck, I conte di Portland, militare e diplomatico inglese (n. 1649)
- 1716 - Pierre Bullet, architetto francese (n. 1639)
- 1717 - Giovanni Filippo Certani, presbitero italiano (n. 1645)
- 1723 - Paolo Vallaresso, vescovo cattolico italiano (n. 1660)
- 1731 - Federico Luigi di Württemberg, nobile tedesco (n. 1698)
- 1737 - Antonio Felice Zondadari senior, cardinale e arcivescovo cattolico italiano (n. 1665)
- 1738 - Luigi Ottone di Salm, conte (n. 1674)
- 1744 - Sidney Beauclerk, politico inglese (n. 1703)
- 1755 - Jacques Caffieri, ebanista e scultore francese (n. 1678)
- 1762 - John Boyle, V conte di Cork, scrittore irlandese (n. 1707)
- 1763 - Friedrich Heinrich von Seckendorff, nobile, feldmaresciallo e diplomatico tedesco (n. 1673)
- 1788 - Gabriele di Borbone-Spagna, spagnolo (n. 1752)
- 1792 - Chiara Spinucci, nobildonna italiana (n. 1741)
- 1798 - David Samwell, medico e poeta britannico (n. 1751)

## XIX secolo(61)
- 1804 - Stefano Borgia, cardinale, storico e numismatico italiano (n. 1731)
- 1804 - Giovanni Mane Giornovichi, violinista e compositore italiano (n. 1747)
- 1805 - Robert Kingsmill, ammiraglio e politico britannico (n. 1730)
- 1807 - Jean-François Reubell, politico, diplomatico e avvocato francese (n. 1747)
- 1814 - Elbridge Gerry, politico statunitense (n. 1744)
- 1817 - Giuseppe Cellini, guerrigliero italiano (n. 1770)
- 1825 - Angelo Targhini e Leonida Montanari, patriota italiano (n. 1799)
- 1826 - Johann Elert Bode, astronomo tedesco (n. 1747)
- 1828 - Maria Teresa di Borbone-Vallabriga, nobildonna spagnola (n. 1779)
- 1829 - Rita e Cristina Parodi, italiana (n. 1829)
- 1829 - Filippo Francesco di Leyen, principe tedesco (n. 1766)
- 1835 - Henry Charles Somerset, VI duca di Beaufort, politico e nobile inglese (n. 1766)
- 1835 - Erwin Speckter, pittore tedesco (n. 1806)
- 1836 - Giuseppe Maria Velzi, cardinale e vescovo cattolico italiano (n. 1767)
- 1840 - Louis de Bonald, filosofo e politico francese (n. 1754)
- 1841 - Hugues Duroy de Chaumareys, militare francese (n. 1763)
- 1843 - Giovanni Villata, generale italiano (n. 1777)
- 1844 - Thomas James Henderson, astronomo scozzese (n. 1798)
- 1846 - Raffaele Fidanza, pittore italiano (n. 1797)
- 1847 - Enrico di Anhalt-Köthen, nobile (n. 1778)
- 1848 - John Barrow, scrittore e esploratore inglese (n. 1764)
- 1848 - Charles Robert Cureton, militare britannico (n. 1789)
- 1853 - Francisco Andrevi, musicista spagnolo (n. 1786)
- 1855 - Louis-Mathieu Molé, politico francese (n. 1781)
- 1856 - Joseph von Hammer-Purgstall, diplomatico e orientalista austriaco (n. 1774)
- 1856 - Manuela Sáenz, patriota ecuadoriana (n. 1797)
- 1856 - Thomas Seddon, pittore britannico (n. 1821)
- 1858 - Edmund Lyons, militare e diplomatico britannico (n. 1790)
- 1859 - Giovanni De Min, pittore e incisore italiano (n. 1786)
- 1861 - Annibale Raffaele Montalcini, arcivescovo cattolico italiano (n. 1797)
- 1861 - Salvatore Viale, scrittore e poeta italiano (n. 1787)
- 1863 - Juraj Tvrdý, presbitero e patriota slovacco (n. 1780)
- 1864 - Hong Rengan, predicatore e rivoluzionario cinese (n. 1822)
- 1864 - Alessandro Michelini, politico italiano (n. 1804)
- 1864 - Friedrich Georg Wilhelm von Struve, astronomo tedesco (n. 1793)
- 1866 - Cave Johnson, politico statunitense (n. 1793)
- 1868 - Nathan George Evans, generale statunitense (n. 1824)
- 1870 - Giuseppina Bozzacchi, danzatrice italiana (n. 1853)
- 1872 - John Bowring, politico, diplomatico e scrittore britannico (n. 1792)
- 1872 - Giuseppe Nicoletti, politico italiano (n. 1799)
- 1872 - Dieci Orsi, condottiero e diplomatico nativo americano
- 1875 - Friedrich Albert Lange, filosofo, sociologo e giornalista tedesco (n. 1828)
- 1876 - Anne Bermingham, nobildonna inglese (n. 1780)
- 1876 - Luigi Raffaele De Ferrari, nobile, imprenditore e filantropo italiano (n. 1803)
- 1879 - Giovanni Battista Sicheri, poeta e patriota italiano (n. 1825)
- 1880 - Georg Ernst Ludwig Hampe, micologo, botanico e farmacista tedesco (n. 1795)
- 1882 - Charles Sellier, pittore francese (n. 1830)
- 1883 - James E. Broome, politico statunitense (n. 1808)
- 1889 - Fëdor Fëdorovič Trepov, generale russo (n. 1812)
- 1890 - Guglielmo III dei Paesi Bassi, sovrano olandese (n. 1817)
- 1893 - Angelo Guillichini, politico italiano (n. 1825)
- 1893 - Francesco Antonio Maiorsini, arcivescovo cattolico italiano (n. 1812)
- 1894 - Claudio Jannet, avvocato, scrittore e saggista francese (n. 1844)
- 1895 - Antonio Burlando, patriota italiano (n. 1823)
- 1896 - Ichiyō Higuchi, scrittrice e poetessa giapponese (n. 1872)
- 1896 - Fritz Zuber-Bühler, pittore svizzero (n. 1822)
- 1897 - Ramón Lista, militare e esploratore argentino (n. 1856)
- 1897 - Stéphane Tarnier, medico francese (n. 1828)
- 1898 - Émilien Pacini, drammaturgo e librettista francese (n. 1811)
- 1898 - Giovanni Battista Quadrone, pittore italiano (n. 1844)
- 1900 - Joseph Mortimer Granville, medico, inventore e scrittore britannico (n. 1833)

## XX secolo(262)
- 1902 - Charles Burroughs, velocista statunitense (n. 1876)
- 1903 - Felice Gialdini, arcivescovo cattolico italiano (n. 1825)
- 1905 - Otto Stolz, matematico austriaco (n. 1842)
- 1906 - Stanislao Solari, militare e agronomo italiano (n. 1829)
- 1906 - William Wrede, teologo tedesco (n. 1859)
- 1907 - Vittorio Zoppi, prefetto e politico italiano (n. 1819)
- 1910 - Octave Chanute, ingegnere e pioniere dell'aviazione francese (n. 1832)
- 1911 - Hugo von Tschudi, storico austriaco (n. 1851)
- 1912 - Charles Bourseul, inventore francese (n. 1829)
- 1913 - Margarita Ortega, militare messicana (n. 1871)
- 1916 - Charles Booth, sociologo britannico (n. 1840)
- 1916 - Carlo Cipolla, storico italiano (n. 1854)
- 1916 - Ernst Gaupp, anatomista tedesco (n. 1865)
- 1916 - Lanoe Hawker, militare e aviatore britannico (n. 1890)
- 1916 - Eduard Francevič Napravnik, compositore e direttore d'orchestra ceco (n. 1839)
- 1917 - Egidio Grego, militare e aviatore italiano (n. 1894)
- 1917 - Euclide Turba, generale italiano (n. 1869)
- 1918 - Fritz von Below, generale tedesco (n. 1853)
- 1919 - Benedetto Baudi di Vesme, storico e ingegnere italiano (n. 1858)
- 1919 - Henry Gantt, ingegnere meccanico statunitense (n. 1861)
- 1921 - Edmondo Behles, fotografo tedesco (n. 1841)
- 1921 - Émile Boutroux, filosofo francese (n. 1845)
- 1921 - Giacomo De Martino, politico italiano (n. 1849)
- 1922 - Sidney Sonnino, politico italiano (n. 1847)
- 1923 - Urmuz, magistrato e scrittore rumeno (n. 1883)
- 1923 - Oscar Marx, politico statunitense (n. 1866)
- 1923 - Nicola Misasi, scrittore e giornalista italiano (n. 1850)
- 1923 - Sebastiano Nicastro, archivista italiano (n. 1880)
- 1924 - Charlie Watts, calciatore inglese (n. 1870)
- 1926 - Anna Vertua Gentile, scrittrice italiana (n. 1845)
- 1926 - Georgij Georgievič Jakobson, entomologo russo (n. 1871)
- 1926 - Giuseppe Ria, medico italiano (n. 1839)
- 1927 - Miguel Agustín Pro, presbitero e gesuita messicano (n. 1891)
- 1927 - Stanisław Przybyszewski, scrittore, drammaturgo e poeta polacco (n. 1868)
- 1927 - Alfred III di Windisch-Grätz, politico, archeologo e storico austriaco (n. 1851)
- 1928 - Casimiro Nay, calciatore italiano (n. 1885)
- 1931 - Leonora Braham, soprano e attrice teatrale britannica (n. 1853)
- 1932 - Charles James William Grant, militare britannico (n. 1861)
- 1933 - Konrad Hermann Christ, botanico svizzero (n. 1833)
- 1933 - Mark M. Dintenfass, produttore cinematografico austro-ungarico (n. 1872)
- 1934 - Giovanni Brunero, ciclista su strada italiano (n. 1895)
- 1934 - Ernest Alfred Wallis Budge, egittologo e filologo inglese (n. 1857)
- 1934 - Arthur Wing Pinero, drammaturgo britannico (n. 1855)
- 1934 - Ernesto Vaser, attore e regista italiano (n. 1876)
- 1935 - Roberto Brusati, generale italiano (n. 1850)
- 1935 - Arduino Colasanti, storico dell'arte italiano (n. 1877)
- 1935 - Louise Mack, giornalista e scrittrice australiana (n. 1870)
- 1936 - Jacques Sautereau, giocatore di croquet francese (n. 1860)
- 1937 - Jagadish Chandra Bose, fisico e botanico indiano (n. 1858)
- 1937 - George Albert Boulenger, zoologo e botanico britannico (n. 1858)
- 1938 - Ernesto Belloni, imprenditore, chimico e politico italiano (n. 1883)
- 1938 - Federico Craveri, carabiniere italiano (n. 1860)
- 1938 - Edouard de Laveleye, ingegnere, imprenditore e scrittore belga (n. 1854)
- 1938 - Erik Werenskiold, pittore e disegnatore norvegese (n. 1855)
- 1939 - Artur Bodanzky, direttore d'orchestra austriaco (n. 1877)
- 1939 - Edward Coverley Kennedy, militare inglese (n. 1879)
- 1939 - Henry Lowther, diplomatico inglese (n. 1858)
- 1942 - Rosolino Montano, calciatore italiano (n. 1896)
- 1942 - Giovanni Oberti, vescovo cattolico italiano (n. 1862)
- 1942 - Stanisław Saks, matematico polacco (n. 1897)
- 1942 - Giovanni Tamburini, organaro italiano (n. 1857)
- 1942 - Stanisław Zaremba, matematico polacco (n. 1863)
- 1943 - Charles Ray, attore, regista e produttore cinematografico statunitense (n. 1891)
- 1943 - Rosette Wolczak, francese (n. 1928)
- 1944 - Guglielmo Bravo, imprenditore italiano (n. 1896)
- 1944 - Luigi Capri Cruciani, politico, imprenditore e scrittore italiano (n. 1883)
- 1944 - Angelo Gotti, operaio e partigiano italiano (n. 1921)
- 1944 - August Klingler, calciatore tedesco (n. 1918)
- 1944 - Eros Lanfranco, partigiano italiano (n. 1906)
- 1945 - Len Davies, calciatore e allenatore di calcio gallese (n. 1899)
- 1945 - Léon van Hout, violista belga (n. 1864)
- 1946 - Arthur Dove, pittore statunitense (n. 1880)
- 1946 - Léon Spilliaert, pittore belga (n. 1881)
- 1946 - Heinrich Triepel, giurista tedesco (n. 1868)
- 1947 - James Hugh Ryan, arcivescovo cattolico statunitense (n. 1886)
- 1948 - Joseph Paul Alizard, pittore francese (n. 1867)
- 1948 - Üzeyir Hacıbəyov, compositore, direttore d'orchestra e musicologo azero (n. 1885)
- 1948 - Stanner E.V. Taylor, sceneggiatore e regista statunitense (n. 1877)
- 1948 - Hack Wilson, giocatore di baseball statunitense (n. 1900)
- 1949 - Carol Ardeleanu, scrittore rumeno (n. 1883)
- 1949 - Gustav Radbruch, politico e giurista tedesco (n. 1878)
- 1949 - Ugo Rodinò, politico italiano (n. 1904)
- 1949 - Ludovico Ferdinando di Baviera, nobile tedesco (n. 1859)
- 1950 - Abd al-Hamid Karame, politico libanese (n. 1890)
- 1950 - Hermann Haller, scultore svizzero (n. 1880)
- 1950 - Jean Hyacinthe Vincent, docente e medico francese (n. 1862)
- 1950 - Ferdinand Juriga, patriota e presbitero slovacco (n. 1874)
- 1950 - Giovanni Lorenzoni, poeta e letterato italiano (n. 1884)
- 1951 - Enrichetta Alfieri, religiosa italiana (n. 1891)
- 1951 - Gustavo Zacchi, calciatore italiano (n. 1899)
- 1952 - Émile Fiévet, calciatore francese (n. 1886)
- 1952 - Axel Kristensen, tiratore a segno danese (n. 1873)
- 1952 - Fred Moore, animatore statunitense (n. 1911)
- 1952 - Juddha Shamsher Jang Bahadur Rana, politico nepalese (n. 1875)
- 1952 - Gaetano Rovereto, geologo e geografo italiano (n. 1870)
- 1954 - Georges Maurice Jean Blanchard, generale francese (n. 1877)
- 1954 - Louis Schubart, calciatore francese (n. 1885)
- 1954 - Mariam Soulakiotis, serial killer e badessa greca (n. 1883)
- 1955 - Hermann Wilhelm Berning, arcivescovo cattolico tedesco (n. 1877)
- 1956 - Henri Demiéville, nuotatore e pallanuotista svizzero (n. 1888)
- 1956 - André Marty, politico e antifascista francese (n. 1886)
- 1956 - Jean Metzinger, pittore, scrittore e poeta francese (n. 1883)
- 1957 - Elia Abu Madi, poeta libanese (n. 1890)
- 1958 - Everard Butler, canottiere canadese (n. 1885)
- 1958 - Nikolaos Georgantas, discobolo, pesista e tiratore di fune greco (n. 1880)
- 1958 - Johnston McCulley, scrittore e sceneggiatore statunitense (n. 1883)
- 1958 - Ferruccio Pasqui, ceramista, illustratore e decoratore italiano (n. 1886)
- 1959 - Agostino Burgarella, ingegnere e politico italiano (n. 1884)
- 1959 - Lina Pasini Vitale, soprano italiano (n. 1872)
- 1960 - Walter Corbett, calciatore inglese (n. 1880)
- 1961 - York Bowen, compositore inglese (n. 1884)
- 1961 - Camillo Cantarano, magistrato e politico italiano (n. 1875)
- 1961 - Winifred Greenwood, attrice statunitense (n. 1885)
- 1961 - Elisabetta di Waldeck e Pyrmont, nobildonna (n. 1873)
- 1963 - Ettore Guizzardi, pilota automobilistico italiano (n. 1881)
- 1963 - Ernesto Lecuona, pianista e compositore cubano (n. 1895)
- 1963 - Augusto Magnaghi, architetto e designer italiano (n. 1914)
- 1963 - Ottavio Profeta, poeta e romanziere italiano (n. 1890)
- 1963 - Georg-Hans Reinhardt, generale tedesco (n. 1887)
- 1964 - Antonio Maria Bettanini, giurista, storico e presbitero italiano (n. 1884)
- 1964 - Leonardo Cerini, chimico italiano (n. 1883)
- 1964 - Edward Celestin Daly, vescovo cattolico statunitense (n. 1894)
- 1964 - Ippolito Radaelli, militare e avvocato italiano (n. 1883)
- 1965 - Arcady Boytler, regista, attore e sceneggiatore russo (n. 1890)
- 1965 - Ugo Napoleone Giuseppe Broggi, matematico italiano (n. 1880)
- 1965 - Frank Debenham, geologo, esploratore e geografo australiano (n. 1883)
- 1965 - Pat Page, cestista, giocatore di baseball e giocatore di football americano statunitense (n. 1887)
- 1965 - Ernest Shepard, contrabbassista e cantante statunitense (n. 1916)
- 1965 - Elisabetta di Baviera, sovrana belga (n. 1876)
- 1966 - Alvin Langdon Coburn, fotografo statunitense (n. 1882)
- 1966 - Ettore Fenderl, ingegnere, inventore e filantropo italiano (n. 1862)
- 1966 - Einar Nordlie, calciatore norvegese (n. 1896)
- 1966 - Seán T. O'Kelly, politico irlandese (n. 1882)
- 1966 - Vasilij Markelovič Pronin, regista cinematografico sovietico (n. 1905)
- 1967 - Otto Erich Deutsch, musicologo austriaco (n. 1883)
- 1968 - Corky McCorquodale, giocatore di poker statunitense (n. 1904)
- 1968 - Ida Pellegrini, italiana (n. 1885)
- 1968 - William Pleydell-Bouverie, VII conte di Radnor, nobile inglese (n. 1895)
- 1968 - Shangguan Yunzhu, attrice cinese (n. 1920)
- 1969 - André Gaboriaud, schermidore francese (n. 1895)
- 1969 - Saul Winstein, chimico canadese (n. 1912)
- 1970 - Giancarlo Cornaggia-Medici, schermidore italiano (n. 1904)
- 1970 - Yusof Ishak, politico singaporiano (n. 1910)
- 1970 - Slavko Kodrnja, calciatore e allenatore di calcio jugoslavo (n. 1911)
- 1970 - Alf Prøysen, scrittore, poeta e cantautore norvegese (n. 1914)
- 1971 - Emilio Battisti, generale italiano (n. 1889)
- 1971 - Ryūnosuke Kusaka, ammiraglio giapponese (n. 1893)
- 1972 - Aīda Niedra, scrittrice lettone (n. 1899)
- 1972 - Marie Wilson, attrice statunitense (n. 1916)
- 1973 - Claire Dodd, attrice statunitense (n. 1908)
- 1973 - Sessue Hayakawa, attore, produttore cinematografico e regista giapponese (n. 1886)
- 1973 - José Alfredo Jiménez, compositore e cantautore messicano (n. 1926)
- 1973 - Carlo Nembrini, alpinista italiano (n. 1939)
- 1973 - Remo Taccani, pittore italiano (n. 1891)
- 1973 - Oscar Tarrío, calciatore argentino (n. 1909)
- 1973 - Jennie Tourel, mezzosoprano statunitense (n. 1900)
- 1974 - Aman Mikael Andom, politico e generale etiope (n. 1924)
- 1974 - Ettore Desderi, compositore italiano (n. 1892)
- 1974 - Aklilu Habte-Wold, politico etiope (n. 1912)
- 1974 - Emy Machnow, nuotatrice svedese (n. 1897)
- 1974 - Endelkachew Makonnen, politico etiope (n. 1927)
- 1974 - Cornelius Ryan, giornalista, scrittore e storico irlandese (n. 1920)
- 1975 - Arvo Askola, mezzofondista finlandese (n. 1909)
- 1975 - Leslie Boardman, nuotatore australiano (n. 1889)
- 1975 - Franco Gorgone, imprenditore italiano (n. 1908)
- 1976 - Boris Genrichovič Dolin, regista sovietico (n. 1903)
- 1976 - André Malraux, scrittore e politico francese (n. 1901)
- 1976 - Antonio Pizzuto, scrittore e traduttore italiano (n. 1893)
- 1976 - Pietro Valdoni, chirurgo italiano (n. 1900)
- 1976 - Eduard Wolpers, calciatore tedesco (n. 1900)
- 1977 - Emidio Mucci, librettista e musicologo italiano (n. 1886)
- 1977 - Francesco Scarsella, geologo italiano (n. 1899)
- 1978 - Jacques Bergier, giornalista e scrittore francese (n. 1912)
- 1978 - Mario Bonfantini, scrittore, critico letterario e sceneggiatore italiano (n. 1904)
- 1978 - Hadj M'hamed El Anka, cantante algerino (n. 1907)
- 1978 - Hanns Johst, poeta, drammaturgo e scrittore tedesco (n. 1890)
- 1978 - Ottorino Marcolini, presbitero italiano (n. 1897)
- 1978 - George Wilson, giocatore di football americano, allenatore di football americano e cestista statunitense (n. 1914)
- 1979 - Eugene Gire, fumettista, sceneggiatore e illustratore francese (n. 1906)
- 1979 - Salvatore Maresca, calciatore italiano (n. 1908)
- 1979 - Aurelio Menegazzi, ciclista su strada e pistard italiano (n. 1900)
- 1979 - Merle Oberon, attrice britannica (n. 1911)
- 1979 - Romolo Raschi, ingegnere e politico italiano (n. 1887)
- 1979 - Judee Sill, cantautrice statunitense (n. 1944)
- 1980 - Hans von Aulock, banchiere e numismatico tedesco (n. 1906)
- 1980 - Sangad Chaloryu, ammiraglio e politico thailandese (n. 1915)
- 1980 - Michele Federici, arcivescovo cattolico italiano (n. 1911)
- 1980 - Marianne Rie Kris, psicoanalista austriaca (n. 1900)
- 1980 - Jean Templin, calciatore polacco (n. 1928)
- 1981 - Augusto Como, ciclista su strada italiano (n. 1911)
- 1982 - Adoniran Barbosa, cantante, compositore e attore brasiliano (n. 1910)
- 1982 - Heinrich Hiltl, calciatore austriaco (n. 1910)
- 1982 - Lima Barreto, regista, sceneggiatore e attore brasiliano (n. 1906)
- 1982 - Hans Schwarzentruber, ginnasta svizzero (n. 1929)
- 1984 - Paul Dahlke, attore tedesco (n. 1904)
- 1984 - Giovanni L'Eltore, politico e chirurgo italiano (n. 1903)
- 1984 - Armando Meoni, scrittore italiano (n. 1894)
- 1985 - Remigio Bellini, calciatore italiano (n. 1930)
- 1985 - Leonhard Kass, calciatore estone (n. 1911)
- 1985 - Nina Quartero, attrice statunitense (n. 1908)
- 1986 - Hans-Dietrich Ernst, avvocato e militare tedesco (n. 1908)
- 1986 - Olaf Hoffsbakken, sciatore nordico norvegese (n. 1908)
- 1986 - Yasuzō Masumura, regista e sceneggiatore giapponese (n. 1924)
- 1986 - Giovanni Rossini, politico italiano (n. 1903)
- 1986 - Frank Smith, fumettista statunitense (n. 1908)
- 1986 - Fausto Vicarelli, economista italiano (n. 1936)
- 1986 - Kikuji Yamashita, pittore giapponese (n. 1919)
- 1987 - Marcia Henderson, attrice statunitense (n. 1929)
- 1987 - Antonio Sastre, calciatore argentino (n. 1911)
- 1987 - Raffaele Schiavina, anarchico italiano (n. 1894)
- 1988 - Kenzō Masaoka, animatore giapponese (n. 1898)
- 1988 - Joe Schleimer, lottatore canadese (n. 1909)
- 1988 - Adriano Spatola, poeta, editore e critico letterario italiano (n. 1941)
- 1988 - Otello Torri, calciatore italiano (n. 1917)
- 1989 - Jiří Baumruk, cestista e allenatore di pallacanestro cecoslovacco (n. 1930)
- 1989 - Armand Salacrou, drammaturgo francese (n. 1899)
- 1990 - Roald Dahl, scrittore, sceneggiatore e aviatore britannico (n. 1916)
- 1990 - Ignacio Gallego, politico spagnolo (n. 1914)
- 1990 - Karl Aage Hansen, calciatore danese (n. 1921)
- 1990 - Sergio Matto, cestista uruguaiano (n. 1930)
- 1991 - Corrado Biasotto, calciatore italiano (n. 1912)
- 1991 - Ulrich Cameron Luft, medico, fisiologo e insegnante tedesco (n. 1910)
- 1991 - Ullrich Haupt, attore tedesco (n. 1915)
- 1991 - Klaus Kinski, attore e regista tedesco (n. 1926)
- 1991 - Ken Uehara, attore giapponese (n. 1909)
- 1992 - Roy Acuff, cantante statunitense (n. 1903)
- 1992 - Mohamed Benhima, politico marocchino (n. 1924)
- 1992 - Bruno Berra, calciatore italiano (n. 1914)
- 1992 - Antonio Borsellino, fisico italiano (n. 1915)
- 1992 - Manuel Pelegrina, calciatore argentino (n. 1919)
- 1992 - Jean Thiriart, politico belga (n. 1922)
- 1993 - Hervé Bromberger, regista e sceneggiatore francese (n. 1918)
- 1993 - Giuseppe Merlino, politico italiano (n. 1927)
- 1994 - Art Barr, wrestler statunitense (n. 1966)
- 1994 - Lorenzo Bonechi, artista italiano (n. 1955)
- 1994 - Erick Hawkins, ballerino e coreografo statunitense (n. 1909)
- 1994 - Irwin Kostal, compositore statunitense (n. 1911)
- 1994 - Alberto Natusch Busch, politico e militare boliviano (n. 1933)
- 1994 - Julian Symons, scrittore, critico letterario e poeta britannico (n. 1912)
- 1995 - Junior Walker, sassofonista e cantante statunitense (n. 1931)
- 1995 - Louis Malle, regista, sceneggiatore e produttore cinematografico francese (n. 1932)
- 1995 - Einari Teräsvirta, ginnasta finlandese (n. 1914)
- 1995 - Steven Wood, canoista australiano (n. 1961)
- 1996 - Aubrey Davis, cestista e giocatore di baseball statunitense (n. 1921)
- 1996 - Nico Kaufmann, compositore e pianista svizzero (n. 1916)
- 1996 - Carlo Maxia, antropologo italiano (n. 1907)
- 1996 - Raffaele Pastore, imprenditore italiano (n. 1961)
- 1996 - Eve Rimmer, atleta paralimpica, nuotatrice e arciera neozelandese (n. 1937)
- 1996 - Idries Shah, scrittore britannico (n. 1924)
- 1997 - Adama Diop, cestista senegalese (n. 1968)
- 1997 - Engelbert Koenig, calciatore austriaco (n. 1919)
- 1997 - Robert Lewis, attore e regista statunitense (n. 1909)
- 1998 - Lamar McHan, giocatore di football americano statunitense (n. 1932)
- 1998 - Alberto Oldani, calciatore italiano (n. 1924)
- 1998 - Dan Osman, arrampicatore statunitense (n. 1963)
- 1998 - Ralph Phillips, matematico statunitense (n. 1913)
- 1998 - Don Ray, cestista statunitense (n. 1921)
- 1999 - Oddmund Andersen, calciatore norvegese (n. 1915)
- 1999 - Giulio Cisco, giornalista e scrittore italiano (n. 1920)
- 1999 - Claudio Sorgi, presbitero, scrittore e conduttore televisivo italiano (n. 1933)
- 2000 - Florence Bell, biofisica e biochimica britannica (n. 1913)
- 2000 - Bernard Vorhaus, regista e sceneggiatore statunitense (n. 1904)

## XXI secolo(132)
- 2001 - Vendramino Bariviera, ciclista su strada, pistard e dirigente sportivo italiano (n. 1937)
- 2001 - Marcello Gigante, filologo classico, bizantinista e papirologo italiano (n. 1923)
- 2001 - Kiril Semov, cestista e allenatore di pallacanestro bulgaro (n. 1930)
- 2001 - Gerhard Stoltenberg, politico tedesco (n. 1928)
- 2001 - Mary Whitehouse, attivista inglese (n. 1910)
- 2001 - Medhat Youssef, cestista egiziano (n. 1927)
- 2002 - Erna Bogen-Bogáti, schermitrice ungherese (n. 1906)
- 2002 - Sebastiano Catalano, avvocato, giornalista e scrittore italiano (n. 1928)
- 2002 - Roberto Matta, pittore e architetto cileno (n. 1911)
- 2003 - Antonio Palandri, politico italiano (n. 1925)
- 2003 - Margaret Singer, psicologa e scrittrice statunitense (n. 1921)
- 2004 - Rafael Eitan, generale e politico israeliano (n. 1929)
- 2004 - Mike Jarmoluk, giocatore di football americano statunitense (n. 1922)
- 2004 - Lars-Magnus Lindgren, regista e sceneggiatore svedese (n. 1922)
- 2004 - Wolfango Zappasodi, politico italiano (n. 1933)
- 2005 - Constance Cummings, attrice statunitense (n. 1910)
- 2005 - Nate Hawthorne, cestista statunitense (n. 1950)
- 2006 - Jesús Blancornelas, scrittore e giornalista messicano (n. 1936)
- 2006 - Betty Comden, attrice teatrale, sceneggiatrice e commediografa statunitense (n. 1917)
- 2006 - Paul Géroudet, ornitologo e naturalista svizzero (n. 1917)
- 2006 - Ștefan Haukler, schermidore rumeno (n. 1942)
- 2006 - Aleksandr Val'terovič Litvinenko, agente segreto russo (n. 1962)
- 2006 - Nory Morgan, cantante e attrice teatrale italiana (n. 1921)
- 2006 - Philippe Noiret, attore francese (n. 1930)
- 2006 - Anita O'Day, cantante statunitense (n. 1919)
- 2006 - Willie Pep, pugile statunitense (n. 1922)
- 2007 - Vladas Douksas, calciatore uruguaiano (n. 1933)
- 2007 - Maximiliano Garafulic, cestista cileno (n. 1938)
- 2007 - Frank Guarrera, baritono statunitense (n. 1923)
- 2007 - Vladimir Aleksandrovič Krjučkov, politico e poliziotto sovietico (n. 1924)
- 2007 - Ichiji Ōtani, calciatore giapponese (n. 1912)
- 2007 - Ernie Roe, sollevatore britannico (n. 1919)
- 2007 - Óscar Carmelo Sánchez, calciatore e allenatore di calcio boliviano (n. 1971)
- 2008 - Richard Hickox, direttore d'orchestra britannico (n. 1948)
- 2008 - Jean Markale, scrittore, conduttore radiofonico e insegnante francese (n. 1928)
- 2010 - Carletto Alverà, alpinista, combinatista nordico e saltatore con gli sci italiano (n. 1918)
- 2010 - Pavel Lednëv, pentatleta sovietico (n. 1943)
- 2010 - Laura Pestellini, attrice italiana (n. 1919)
- 2010 - Ingrid Pitt, attrice polacca (n. 1937)
- 2010 - Heriberto Schonwies, allenatore di pallacanestro argentino (n. 1936)
- 2010 - Armando Felice Verde, storico italiano (n. 1926)
- 2011 - Montserrat Figueras, soprano spagnola (n. 1942)
- 2011 - Carlos Moorhead, politico statunitense (n. 1922)
- 2011 - Jim Rathmann, pilota automobilistico statunitense (n. 1928)
- 2011 - Rafiq Tağı, giornalista azero (n. 1950)
- 2011 - Giuseppe Zecchillo, baritono, pittore e scrittore italiano (n. 1929)
- 2012 - José Luis Borau, regista e sceneggiatore spagnolo (n. 1929)
- 2012 - Héctor Camacho, pugile portoricano (n. 1962)
- 2012 - Larry Hagman, attore statunitense (n. 1931)
- 2012 - Nélson Prudêncio, triplista brasiliano (n. 1944)
- 2012 - Stevan Sekereš, calciatore jugoslavo (n. 1937)
- 2012 - Goffredo Stabellini, calciatore italiano (n. 1925)
- 2012 - Jimmy Wilson, cestista statunitense (n. 1947)
- 2013 - Corrado Castellari, cantautore, compositore e chitarrista italiano (n. 1945)
- 2013 - Costanzo Preve, filosofo e politologo italiano (n. 1943)
- 2013 - Ruggero Sbrogiò, politico italiano (n. 1932)
- 2014 - Marion Barry, politico statunitense (n. 1936)
- 2014 - Vladimiro Bertazzoni, politico italiano (n. 1934)
- 2014 - Dorothy Bundy, tennista statunitense (n. 1916)
- 2014 - Hélène Duc, attrice francese (n. 1917)
- 2014 - Alana Ladd, attrice statunitense (n. 1943)
- 2014 - Mario Li Vigni, politico italiano (n. 1924)
- 2014 - John Neal, allenatore di calcio e calciatore inglese (n. 1932)
- 2015 - Jamiluddin Aali, poeta, saggista e giornalista pakistano (n. 1925)
- 2015 - Giuseppe Alabiso, aviatore e dirigente sportivo italiano (n. 1954)
- 2015 - Topazia Alliata, pittrice, scrittrice e gallerista italiana (n. 1913)
- 2015 - Dan Fante, scrittore e commediografo statunitense (n. 1944)
- 2015 - Douglass North, economista statunitense (n. 1920)
- 2015 - Lev Borisovič Okun', fisico russo (n. 1929)
- 2015 - Juan Quartarone, allenatore di calcio e calciatore argentino (n. 1935)
- 2015 - Otto John Schaden, egittologo statunitense (n. 1937)
- 2016 - Rita Barberá, politica spagnola (n. 1948)
- 2016 - Joe Esposito, scrittore statunitense (n. 1938)
- 2016 - Paul Futcher, allenatore di calcio e calciatore inglese (n. 1956)
- 2016 - Vittorio Sermonti, scrittore, traduttore e regista televisivo italiano (n. 1929)
- 2017 - Yüksel Alkan, cestista turco (n. 1931)
- 2017 - Tullio Baraglia, canottiere italiano (n. 1934)
- 2017 - Franco Coccia, politico e avvocato italiano (n. 1929)
- 2017 - Allan Harris, allenatore di calcio e calciatore inglese (n. 1942)
- 2017 - Anthony Harvey, regista e montatore britannico (n. 1931)
- 2017 - Joan Hess, scrittrice statunitense (n. 1949)
- 2017 - Carol Neblett, soprano statunitense (n. 1946)
- 2017 - Paul Paviot, regista e sceneggiatore francese (n. 1926)
- 2017 - João Ricardo, attore portoghese (n. 1964)
- 2018 - Betty Bumpers, docente, attivista e politica statunitense (n. 1925)
- 2018 - Menahem Degani, cestista israeliano (n. 1927)
- 2018 - Raed Fares, attivista e giornalista siriano (n. 1972)
- 2018 - Bernard Gauthier, ciclista su strada e dirigente sportivo francese (n. 1924)
- 2018 - Pier Benito Greco, musicista, compositore e paroliere italiano (n. 1937)
- 2018 - Bujor Hălmăgeanu, allenatore di calcio e calciatore rumeno (n. 1941)
- 2018 - Bob McNair, imprenditore e dirigente sportivo statunitense (n. 1937)
- 2018 - Nicolas Roeg, regista e direttore della fotografia britannico (n. 1928)
- 2018 - Cesare Ruffato, poeta italiano (n. 1924)
- 2018 - George Ty, imprenditore cinese (n. 1932)
- 2019 - Asunción Balaguer, attrice spagnola (n. 1925)
- 2019 - Barbara Hillary, infermiera, oratrice e viaggiatrice statunitense (n. 1931)
- 2019 - Catherine Small Long, politica statunitense (n. 1924)
- 2019 - Klaus Thiele, calciatore tedesco orientale (n. 1934)
- 2020 - Sidi Mohamed Ould Cheikh Abdallahi, politico mauritano (n. 1938)
- 2020 - Franco Archibugi, economista e urbanista italiano (n. 1926)
- 2020 - Vinicio Bernardini, politico italiano (n. 1926)
- 2020 - Vittorio Catani, scrittore italiano (n. 1940)
- 2020 - Karl Dall, attore, showman e cantante tedesco (n. 1941)
- 2020 - Abby Dalton, attrice statunitense (n. 1932)
- 2020 - David Dinkins, politico statunitense (n. 1927)
- 2020 - Marco Virgilio Ferrari, vescovo cattolico italiano (n. 1932)
- 2020 - Tarun Gogoi, politico indiano (n. 1934)
- 2020 - Klaus Heinrich, storico delle religioni e filosofo tedesco (n. 1927)
- 2020 - Anele Ngcongca, calciatore sudafricano (n. 1987)
- 2020 - John Oldham, cestista, allenatore di pallacanestro e dirigente sportivo statunitense (n. 1923)
- 2020 - Carlo Revelli, bibliotecario, archivista e paleografo italiano (n. 1926)
- 2020 - Günter Rittner, pittore e illustratore tedesco (n. 1927)
- 2020 - Laura Rizzoli, attrice, doppiatrice e direttrice del doppiaggio italiana (n. 1932)
- 2020 - Nikola Spasov, allenatore di calcio e calciatore bulgaro (n. 1958)
- 2020 - Simeon Varčev, allenatore di pallacanestro bulgaro (n. 1943)
- 2020 - Viktor Zimin, politico russo (n. 1962)
- 2021 - Chun Doo-hwan, politico e generale sudcoreano (n. 1931)
- 2021 - Nicola Alberto De Carlo, psicologo e giurista italiano (n. 1947)
- 2021 - Marko Grilc, snowboarder sloveno (n. 1983)
- 2021 - James Fitz-Allen Mitchell, politico sanvincentino (n. 1931)
- 2021 - Hans Rosendahl, nuotatore svedese (n. 1944)
- 2021 - Omar Sabry, pallanuotista egiziano (n. 1927)
- 2022 - John Beasley, cestista statunitense (n. 1944)
- 2022 - Milovan Danojlić, scrittore e politico serbo (n. 1937)
- 2022 - David Johnson, calciatore e allenatore di calcio inglese (n. 1951)
- 2022 - Enrique Rodríguez, pugile spagnolo (n. 1951)
- 2023 - Fathima Beevi, giudice e politica indiana (n. 1927)
- 2023 - Rona Hartner, attrice, cantante e musicista rumena (n. 1973)
- 2023 - Rubens Minelli, allenatore di calcio, dirigente sportivo e calciatore brasiliano (n. 1928)
- 2023 - Umberto Rocca, generale italiano (n. 1940)
- 2024 - Luciano Garibaldi, giornalista e saggista italiano (n. 1936)
- 2024 - Chuck Woolery, conduttore televisivo, cantante e attore statunitense (n. 1941)

## Senza anno specificato(1)
- Otlone di Sant'Emmerano, monaco cristiano tedesco (n. 1010)